# Laws of Attraction
Laws of Attraction is een Iers-Brits-Duitse romantische komedie uit 2004, onder regie van Peter Howitt.

## Verhaal
Audrey Woods en Daniel Rafferty zijn twee echtscheidings-advocaten die regelmatig tegenover elkaar in de rechtbank staan en overdreven enthousiast met hun werk bezig zijn. In het algemeen worden ze beschouwd als de beste advocaten van New York. Zowel zakelijk als privé komen ze elkaar voortdurend tegen. Iets lijkt het dat ze tot elkaar aangetrokken worden, maar als Daniel Audrey uitnodigt om uit eten te gaan in zijn favorieten restaurant gaat Audrey helemaal los. Langzaam maar zeker voelt Audrey iets voor Daniel. Tijdens dit proces staan ze ook tegen over elkaar in de rechtszaal voor een echtscheiding van het showbizzkoppel, de rockster Thorne Jamison en zijn succesvolle vrouw, de kledingontwerpster Serena, die allebei alleen recht willen hebben op hun klein kasteeltje in Ierland. Als Audrey op onderzoek is in Ierland voor het kasteeltje, kom ze ook Daniel daar tegen met dezelfde redenen. Als ze daar na een gezellig feestje de volgende dag wakker worden, komt Audrey (weer helder van geest) in een positie terecht die ze niet had voorzien.

## Rolverdeling
| Acteur         | Personage          |
| -------------- | ------------------ |
| Pierce Brosnan | Daniel Rafferty    |
| Julianne Moore | Audrey Woods       |
| Michael Sheen  | Thorne Jamison     |
| Parker Posey   | Serena             |
| Frances Fisher | Sara Miller        |
| Nora Dunn      | Rechter Abramovitz |